# Nugget (Münze)
| Nugget/Kangaroo     | Nugget/Kangaroo   |
| ------------------- | ----------------- |
| Metall:             | 99,99 % Au        |
| Rand:               | geriffelt         |
| Prägejahre:         | 1986 bis heute    |
| Vorderseite         |                   |
| Motiv:              | Elisabeth II.     |
| Entwerfer:          | Ian Rank-Broadley |
| Datum des Entwurfs: | 1999              |
| Rückseite           |                   |
| Motiv:              | wechselnde Motive |

Als „The Australian Nugget“, ab 2008 auch „Australian Kangaroo“, bezeichnet man eine australische Goldmünze, die von der Perth Mint geprägt wird.
Die Erstausgabe erfolgte 1986 als Sammelausgabe in Polierter Platte, seit 1987 wird sie auch als Anlagemünze in den Stückelungen zu 5, 15, 25, 50 und 100 australische Dollar bzw. 1⁄20 (entsprechend ca. 1,555 g Feingewicht), 1⁄10, ¼, ½ und 1 Feinunze geprägt. Ab 1989 gibt es noch die besonders großen Stückelungen zu 2 und 10 Unzen (ca. 311 g fein), sowie 1 Kilogramm, angeboten als Large Australian Nugget. Der Feingehalt beträgt 999,9/1000, die Münze besteht also aus Feingold.

## Beschreibung
Beide Seiten der Münze enthalten, jährlich wechselnd, verschiedene Motivdarstellungen.
Die Vorderseite der ersten vier Jahrgänge zeigen als Motiv jeweils außergewöhnliche, in Australien gefundene Naturgoldnuggets, welche entweder besonders groß waren oder eine besondere „Fund“-Geschichte hatten.
Ab 1990 änderte sich das Motiv, ebenfalls jährlich. Es zeigt nun Abbildungen von Kängurus. Seit der Ausgabe 2008 änderte sich der Schriftzug von „The Australian Nugget“ zu „Australian Kangaroo“. Das Jahr der Prägung befindet sich nun auf der Rückseite der Münze.
Der Motivwechsel erfolgte rein aus Marketinggründen, da sich Münzen mit Tiermotiven schlicht besser verkaufen als Münzen mit der Abbildung eines Naturgoldnuggets.

Das Avers aller Münzen ab 2 Unzen ziert jährlich das gleiche Motiv des „Red Kangaroos“.
Die Rückseite, auf die bis 2008 die Jahreszahl eingeprägt wurde, ist mit verschiedenen Abbildungen von Königin Elisabeth II. versehen.

## Größte Goldmünze der Welt
Im Oktober 2011 stellte die Münzprägeanstalt Perth Mint ein Kangaroo mit einem Feingewicht von einer Tonne vor. Die Münze weist einen Durchmesser von fast 80 cm sowie eine Dicke von über 12 cm auf und besteht aus 24 Karat Gold (99,99 %). Der Nennwert beträgt 1 Million australische Dollar.

## Zahlungsmittel
Als Anlagemünze wird die Kangaroo am Bankschalter zu täglich aktualisierten Preisen verkauft. Im Internet ist die Münze bei Onlineshops zu laufend aktualisierten Preisen zu erwerben. Die Münze ist in Australien als offizielles Zahlungsmittel gültig.

## Sonstiges
Seit 2010 prägt die Perth Mint auch eine Silberversion der Kangaroo-Münze.

## Ausgaben
| Größe       | Gewicht  | Durchmesser | Dicke      | Nennwert        | Prägejahre    |
| ----------- | -------- | ----------- | ---------- | --------------- | ------------- |
| ½ Gramm     | 0,5 g    | 11,60 mm    | 0,70 mm    | 2 AUD           | ab 2010       |
| 1⁄20 Unze   | 1,5552 g | 14,10 mm    | 1,40 mm    | 5 AUD           | 1990 bis 2009 |
| 1⁄10 Unze   | 3,11 g   | 16,10 mm    | 1,30 mm    | 15 AUD          | ab 1986       |
| ¼ Unze      | 7,78 g   | 20,60 mm    | 2,00 mm    | 25 AUD          | ab 1986       |
| ½ Unze      | 15,55 g  | 25,10 mm    | 2,20 mm    | 50 AUD          | ab 1986       |
| 1 Unze      | 31,10 g  | 32,10 mm    | 2,65 mm    | 100 AUD         | ab 1986       |
| 2 Unzen     | 62,21 g  | 40,40 mm    | 3,35 mm    | 500/200 AUD     | 1991 bis 2009 |
| 10 Unzen    | 311,0 g  | 59,70 mm    | 7,65 mm    | 2500/1000 AUD   | 1991 bis 2009 |
| 1 Kilogramm | 1000 g   | 74,50 mm    | 15,80 mm   | 10.000/3000 AUD | ab 1991       |
| 1 Tonne     | 1000 kg  | ca. 800 mm  | ca. 120 mm | 1.000.000 AUD   | 2012          |